# Горянка (фільм)
«Горянка» — радянський художній фільм 1975 року, заснований на сюжеті поеми Расула Гамзатова «Горянка» про дівчину, яка кинула виклик традиційним устоям і відмовилася одружитися з нелюбом. Прем'єра фільму відбулася в березні 1977 року.

## Сюжет
Дія відбувається в дагестанському аулі. Юна аварка Асіят, яка щойно закінчила школу і мріє про інститут, несподівано дізнається, що через кілька днів відбудеться її весілля з Османом, сільським бухгалтером. Вона не любить Османа, жорстокого, владного і вдвічі старшого за неї, однак батьки не хочуть нічого чути і кажуть, що вона була заручена з Османом ще з дитинства. Все село вже знає про весілля і готується до нього, в будинок Асіят приносять безліч подарунків, тим паче що Осман є одним з найбільш забезпечених людей села.
У розпачі Асіят звертається до своєї вчительки Віри Василівни. Та каже, що відчай дівчини викликаний її страхом і що вона має діяти як вільна людина. Наступного ранку під час традиційної церемонії на питання сватів, чи згодна Асіят зв'язати своє життя з Османом, вона відмовляє. Її батьки в шоці через нечувану неслухняність дочки і скасування весілля, батько виганяє Асіят з дому. Вона їде в місто і вступає до інституту. Осман у гніві спалює всі подарунки, віддані Асіят, і тут же одружується з тихою і скромною Супойнат, яка і мріяти не могла про такий шлюб.
Проходить час. Біля джерела Супойнат скаржиться матері Асіят, що Осман нерідко б'є її. Від Асіят приходять листи з міста. Селяни дізнаються, що вона познайомилася з юнаком на ім'я Юсуп. Осман розпускає чутки про те, що в місті Асіят втратила честь.
Одного разу Асіят приїжджає в село, щоб познайомити батьків з Юсупом. Однак батько суворо каже їй, що вона йому більше не дочка. Осман зав'язує бійку з Юсупом і просить Асіят повернутися до нього і не одружуватись із «жовторотим» Юсупом. Та відмовляється. Вночі, обманом виманивши Асіят з дому, Осман у гніві вдаряє її кинджалом. Після суду він сідає у в'язницю.
В епілозі батьки Асіят сподіваються, що їхню дочку вилікують. Мати Асіят каже, що судити треба було не Османа, а їх, тому що це їх бажання видати дочку в шлюб з Османом призвело до трагічних подій.

## У ролях
- Тетяна Шумова — Асіят
- Іслам Казієв — Осман
- Рамаз Гіоргобіані — Юсуп
- Абдурашид Максудов — чабан Алі, батько Асіят
- Патімат Хізроєва — Хадіжат, мати Асіят
- Баріят Мурадова — Канича, мати Османа
- Софія Пилявська — Віра Василівна, вчителька
- Ніна Тер-Осипян — Ашура, балакуча мешканка аулу
- Фатіма Хачімахова — Супойнат, дочка Ашури
- Алі Тухужев — Іса
- Іполит Хвічія — Лабазан, друг Османа
- Муса Дудаєв — Абас, друг Османа
- Магомедамін Акмурзаєв — Султан, друг Османа
- Гасан Гаджієв — Салман
- Махмуд Абдулхаліков — головний сват
- Сергій Бондарчук — закадровий текст (вірші Расула Гамзатова)

## Знімальна група
- Режисер — Ірина Поплавська
- Сценаристи — Расул Гамзатов, Ірина Поплавська
- Оператор — Анатолій Ніколаєв
- Композитор — Мурад Кажлаєв
- Художник — Анатолій Кузнецов